# 傑布氏管竺鯛
傑布管竺鯛（學名：Siphamia jebbi），又稱傑布管天竺鯛，為輻鰭魚綱鈎頭魚目天竺鯛科管竺鯛屬下的一個種，分布於印度太平洋區，從菲律賓至澳大利亞，東至密克羅尼西亞和斐濟海域，深度14至29公尺，本魚體橢圓，體稍側扁，頭大、眼大、口大且斜裂，頜齒細小，鋤骨和腭骨通常具齒，舌上無齒，體被弱櫛鱗，前鰓蓋骨具鋸齒，體半透明帶淡橙色，有頭部和身體上有橙色的斑點，具銀色的發光器官，瞳孔周圍有一圈亮藍色細點，背鰭2個，尾鰭叉形，背鰭硬棘8枚、背鰭軟條9枚、臀鰭硬棘2枚、臀鰭軟條8枚，體長可達2.5公分，棲息有遮蔽的潟湖或海灣，夜間活動，屬肉食性，繁殖期時，雄魚具有口孵習性，卵約7日化成仔魚，由雄魚吐出，具短暫的仔魚飄浮期，生活習性不明。